# يو إف سي على فوكس: ماتشيدا ضد روكهولد
يو إف سي على فوكس: ماتشيدا ضد روكهولد (بالإنجليزية: UFC on Fox: Machida vs. Rockhold)‏ هو حدث لفنون القتال المختلطة نظمته يو إف سي، أُقيم في 18 أبريل 2015، على مركز الحصافة في نيوآرك، نيو جيرسي، الولايات المتحدة.